# 제임스 웨일
제임스 웨일(James Whale, 1889년 7월 22일 ~ 1957년 5월 29일)은 잉글랜드의 영화 감독이다.